# Меркурий (Матвиенко)
Меркурий Бригинский (в миру Максим Моисеевич Матвиенко; 1870, с. Щасновка, Черниговская губерния — 7 ноября 1956, с. Бригинцы, Черниговская обл.) — преподобный УПЦ КП. Канонизирован 7 декабря 2011 года. Мощи находятся в Екатерининском храме г. Чернигова.

## Биография
Родился в 1870 году в селе Щасновка (ныне Бобровицкий район Черниговской области) в глубоко верующей семье и был одним из шестерых детей. В молодости помогал родителям в хозяйстве. С юных лет отличался христианским благочестием. В зрелом возрасте пришёл в Киево-Печерскую Лавру, где за усердие к молитве, доброту, любовь и трудолюбие был зачислен в братию и пострижен в монахи с именем Меркурий — в честь преподобного Меркурия, постника Печерского, в Дальних пещерах. Вскоре был рукоположён в сан иеродиакона, а позже он принял сан иеромонаха.
В 1926 году Киево-Печерскую Лавру Советская власть превратила в «Всеукраинский музейный городок», а к 1930 году монастырь был полностью ликвидирован. Иеромонах Меркурий был вместе с другими монахами изгнан из обители, некоторое время жил в Киеве на квартирах у своих духовных чад, затем отправился в родной край — на Черниговщину.
Чтобы не навредить родственникам, в отчий дом в с. Щасновка не пошёл, а поселился в селе Бригинцы, расположенные неподалеку.
 В конце 1942 года, когда во время немецкой оккупации Украины массово открывались храмы, о. Меркурий стал настоятелем местного прихода, служа сначала в домах прихожан. В 1946 году была освящена и открыта для прихожан Свято-Троицкая церковь на месте уничтоженного в 1930-е гг. каменного барочного храма. Святой престол для храма отец Меркурий смастерил своими руками. Храм и престол сохранились до наших дней. Прославился чудесами и исцелениями. За свою деятельность неоднократно подвергался преследованиям. По свидетельству жителей села, однажды сельский голова с двумя энкаведистами вывели батюшку в скирды в поле, чтобы совершить над ним расправу. Отец Меркурий молился и готовился к переходу в вечность. Но когда прозвучал приказ «огонь», — оружие дало осечку; то же случилось и во второй раз. Тогда палачи решили отпустить святого, думая, что когда он будет идти, выстрелят ему в спину. Но и третий раз произошла осечка. Преподобный остался невредимым, только сказал: «В этот раз не пришлось умереть». Скончался 7 ноября 1956 года. Похоронен у алтаря им построенного Свято-Троицкого храма, в котором он прослужил 10 лет, на Бригинецком кладбище.

## Награды
В марте 1949 года был награждён Патриаршей грамотой в которой сказано: «Благословение за усердно труды во славу святой Церкви», подписанной Святейшим Патриархом Алексием, а в начале пятидесятых годов иеромонах Черниговской епархии Меркурий возведён в сан игумена.

## Почитание
После кончины игумена Меркурия верующие продолжили почитать его, приходя к могиле. В 2000 гг. документально зафиксировано не менее пяти случаев чудесного исцеления от болезней, преимущественно ног, произошедших после молитв на могиле игумена Меркурия.
21 октября 2011 года Священный Синод непризнанной УПЦ Киевского Патриархата на своём заседании рассмотрел просьбу епископа Черниговского и Нежинского Илариона о причислении к лику святых для местного почитания игумена Меркурия (1870—1956), настоятеля прихода Святой Троицы в села Бригинцы Бобровицкого района Черниговской области.
Рассмотрев представленные материалы Священный Синод благословил причислить игумена Меркурия Бригинского к лику святых для местного почитания. Также было определено совершать его память в Черниговской епархии 24 ноября ст / 7 декабря н. стиля — в день, когда Церковь вспоминает святого Меркурия, мученика Меркурия Смоленского и преподобного Меркурия, постника Печерского.
Торжественное прославление преподобного Меркурия Бригинского состоялось 7 декабря 2011 года в Свято-Екатерининской церкви Чернигова, где находится кафедра Черниговской и Нежинской епархии УПЦ Киевского Патриархата. Чин прославления возглавил Святейший Патриарх Киевский и всея Руси-Украины Филарет.
Рака с мощами преподобного Меркурия, игумена Бригинского, находится в Екатерининском храме г. Чернигова. На иконах изображается с цветами в руках.